# Кривошея Сергій Вікторович
Кривошея Сергій Вікторович — український політик, народний депутат Верховної Ради України 3-го скликання від Партії Зелених України, голова правління акціонерного товариства «Укрінбанк». У Верховній Раді — член Комітету з питань фінансів і банківської діяльності, підкомітету з питань зовнішніх запозичень і державного боргу.
Вищу освіту здобув на механіко-енергетичному факультеті Київського політехнічного інституту. У 1997 році закінчив Київську вищу банківську школу Міжнародного центру ринкових відносин та підприємництва за спеціальністю «економіст, менеджер банківської справи».
З березня 1998 по квітень 2002 — Народний депутат України 3-го скликання.